# Nemesia ibiza
Espèce
Nemesia ibiza est une espèce d'araignées mygalomorphes de la famille des Nemesiidae.

## Distribution
Cette espèce est endémique des Pityuses dans les îles Baléares en Espagne. Elle se rencontre sur Ibiza et Formentera.

## Description
La femelle holotype mesure 20,4 mm, les femelles mesurent de 19 à 21 mm.

## Étymologie
Son nom d'espèce lui a été donné en référence au lieu de sa découverte, Ibiza.

## Publication originale
- Decae, 2005 : Trapdoor spiders of the genus Nemesia Audouin, 1826 on Majorca and Ibiza: taxonomy, distribution and behaviour (Araneae, Mygalomorphae, Nemesiidae). Bulletin of the British Arachnological Society, vol. 13, no 5, p. 145-168 (texte intégral).